# Reserva Florestal Diécké
A Reserva Florestal Diécké é uma área protegida da floresta de Diécké, na Guiné. Localiza-se a 150 km a oeste de Bossou.